# Курбанов, Равшанбек Давлетович
Равшанбек Давлетович Курбанов (узб. Qurbonov, Ravshanbek Davletovich; род. 5 декабря 1947 года) — узбекский врач, государственный и политический деятель, депутат Олий Мажлиса I и II созыва, сенатор Олий Мажлиса Республики Узбекистан IV созыва. В 2017 году стал академиком Академии наук Узбекистана. В 2016 году награждён званием Герой Узбекистана.

## Биография
Равшанбек Курбанов родился 5 декабря 1947 года в Хиве. После окончания средней школы с золотой медалью, в 1966 году поступили в Самаркандский медицинский институт, который окончили с отличием в 1972 году и до 1976 года работал врачом-терапевтом в городе Хиве. Под руководством профессора Н. А. Мазура и академика Е. И. Чазова в Научном центре кардиологии прошёл клиническую ординатуру, аспирантуру, докторантуру. В 1981 году защитил кандидатскую диссертацию, а в 1987 году уже докторскую диссертацию по проблеме диагностики и лечения желудочковых нарушений ритма сердца.
В 1981 году КУрбанов основал и возглавил в НИИ Кардиологии новое направление — аритмологию. Была создана лаборатория аритмии, внедрены самые передовые, по тем временам, методы диагностики: суточное мониторирование ЭКГ, велоэргометрия, чреспищеводная электрокардиостимуляция, изучен и внедрён в клиническую практику аллапинин. Совершённая революция в лечении аритмий сердца спасла жизнь многим тысячам больных в Узбекистане и странах евразийского экономического союза. Был изучен аклезин, экдистен, кавергал, аксаритмин и другие препараты.
В 1997 г. Равшанбек возглавил Республиканский НИИ кардиологии, который под его руководством к 2003 году стал одним из самых лучших медицинских институтов страны и был преобразован в Республиканский специализированный центр кардиологии. В центре научный потенциал НИИ кардиологии был соединён с клинической практикой. В составе РСЦК впервые в республике были организованы специализированные кардиологические научно-практические отделения, создан мобильный кардиологический научно-производственный комплекс. Под его руководством была организована единая система кардиослужбы, способная решать самые сложные задачи, связанные с диагностикой, профилактикой и лечением сердечно-сосудистых заболеваний.
В составе РСЦК впервые в республике были организованы 9 специализированных кардиологических отделений по основным направлениям кардиологии и 3 высокотехнологичных отделения: интервенционной аритмологии, рентгеноэндоваскулярной хирургии и кардиохирургии, в которых был освоен весь спектр современных оперативных вмешательств.
Результаты многолетних исследований Центра кардиологии под руководством Курбанова в области профилактики Сердечно-сосудистых заболеваний и разработке тактики лечения острого коронарного синдрома привели к модернизации медицинской помощи, к увеличению охвата тромболизисом больных с инфарктом миокарда свыше 50 % и ежегодному росту выявления больных с АГ и факторами риска ССЗ на 3-4 %.
В разные годы он работал на должности главного терапевта Министерства здравоохранения Узбекистана (1988—1992 гг.), организатор и ректор Ургенчского филиала I Ташкентского Медицинского института (1992—1995), с 1995 г. — главный кардиолог Минздрава. Директор научно-исследовательского института кардиологии Министерства здравоохранения Республики Узбекистан.
В 1994—2004 годах избирался депутатом Олий Мажлиса I и II созыва, в 2005—2009 годах депутат Кенгаша народных депутатов Ташкента. Сенате Республики Узбекистан. В 2020 году избран членом Сената Олий Мажлиса Узбекистана и работает в Комитете сената по вопросам обороны и безопасности.

## Научная деятельность
Равшанбек Курбанов автор свыше 500 статей, 30 изобретений, 12 монографий:
- «Инфаркт миокарда. Прогноз жизни»
- «Фибрилляция предсердий»
- «Руководство по кардиологии»
- «Руководство по желудочковым аритмиям»
- «Артериальная гипертония»
- «Ventricular Arrhytmias».

Под его рукодством создана школа кардиологов Узбекистана, основу которой составили 14 докторов и 28 кандидатов наук, подготовленные по основным направлениям кардиологии, которая имеет высокий авторитет.

## Награды
- «Заслуженный врач Узбекистана»
- «3аслуженный работник здравоохранения Узбекистана» (1997)
- Лауреат Государственной премии Республики Узбекистан первой степени в области науки и техники (2007)[5]
- ордена «Фидокорона хизматлари учун» (2010)
- Герой Узбекистана (2016)